# Folkkyrka
En folkkyrka är en benämning huvudsakligen inom lutherdomen på ett kyrkosamfund som omfattar ett folk, men är även ett uttryck för en teologisk riktning. Benämningen härrör från 1880-talets Tyskland (Volkskirche) via danska folkekirke.
I vissa sammanhang kan "folkkyrklig" mer allmänt beteckna strävanden efter en samhällstillvänd kyrka med "låga trösklar", som är öppen och tillgänglig för alla. Folkkyrkligheten i denna mening kan betona kyrkans roll och möjligheter som traditionsbärare i samband med till exempel dop, konfirmation, bröllop, begravning eller årets högtider, det vill säga i de sammanhang där allmänheten mest efterfrågar kyrkans medverkan. Den kan samtidigt eftersträva en öppenhet för de frågor som är viktiga i samhällsutvecklingen.

## Norden
Danmarks kyrka bär begreppet folkkyrka redan i sitt namn, Den Danske Folkekirke.
Även Norska kyrkan (Den norske kirke) och den Isländska kyrkan (Þjóðkirkjan) talar om sig själva som folkkyrkor.
I Finland finns det två folkkyrkor:[källa behövs]
- Evangelisk-lutherska kyrkan i Finland
- Finlands ortodoxa kyrka

### Sverige
Svenska kyrkan definieras i Lag om Svenska kyrkan som en folkkyrka.  
I Sverige började folkkyrkliga tankar få betydelse i början av 1900-talet, med ungkyrkorörelsen som bärare av folkkyrkotanken under parollen "Sveriges folk, ett Guds folk". För rörelsens utveckling blev personer som Manfred Björkquist, Einar Billing, J A Ekman och Nathan Söderblom betydelsefulla. Folkkyrkotanken fick sitt första stora genomslag bland teologer och präster från 1910-talet och framåt, först i Uppsala och något senare i Lund.  
En pionjär var professorn Olof Holmström, som utifrån sin forskning och undervisning i praktisk teologi och sin verksamhet i föreningen Kyrkans vänner kom att utarbeta en folkkyrkoteologi och ett praktiskt kyrkoprogram i Sverige. Detta fick ett stort genomslag i församlingslivet i Svenska kyrkan åtminstone fram till mitten av 1920-talet.
Biskop Einar Billing i Västerås formulerade den religiöst motiverade folkkyrkotanken som fick genomslag från 1930-talet, särskilt bland många församlingspräster i Mellansverige och Norrland. Billings folkkyrkovision blev ett alternativ till statskyrkotanken, som hade gammal hävd i den statliga förvaltningen genom filosofer som Christopher Jacob Boström (1842–1863) och Axel Hägerström (1868-1939), och som socialdemokraten Arthur Engberg kom att ansluta sig till som ecklesiastikminister.
På förslag av en högerminister införde riksdagen ett partipolitiskt valsystem för Svenska kyrkan 1932, trots kyrkomötets protester. Motiveringen var att församlingarna hade ställning som kyrkliga kommuner, därför skulle de styras på samma partipolitiska sätt som de borgerliga kommunerna. Denna linje anknöt under 1950- och 60-talen den social-etiska delegationen i Svenska kyrkan, med Karl-Manfred Olsson som drivande person. Karl-Manfred Olssons ville föra in det svenska fackföreningsfolkets tänkande, värderingar och språk i kyrkodebatt och beslutande församlingar inom Svenska kyrkan. Han kom på så sätt att motivera att riksdagspartierna skulle engagera sig i kyrkovalen. Hans linje fick starkt genomslag, både inom socialdemokratin och övriga partier. 
Även denna partipolitiserande linje kallades folkkyrklig, fast den på avgörande punkter avvek både från Olof Holmströms pastoralt inriktade folkkyrkoprogram och Einar Billings religiöst motiverade folkkyrkotanke. Detta förhållande illustrerar att folkkyrkobegreppet kan stå för många olika saker. Någon konsensus om vad begreppet folkkyrka står för går inte att finna.
Ett ytterligare alternativ till partipolitiskt influerade statskyrklighet blev högkyrkligheten.
Under början av 1900-talet var den lutherska "lundensiska högkyrkligheten" stark, dess främste talesman var biskop Gottfrid Billing i Lund. På 1930-talet växte en ny högkyrklig rörelse fram, med inspiration bland annat från Engelska kyrkan.
Under senare delen av 1900-talet började det växa fram alternativ till riksdagspartiernas engagemang i kyrkopolitiken. Nomineringsgrupper som inte hade partipolitiska kopplingar bildades, bland dem "Partipolitiskt obundna i Svenska kyrkan" 1987, förkortat POSK, samt Öppen kyrka och Frimodig kyrka. En rad liknande nomineringsgrupper finns på församlings- och stiftsnivå. Många av dem ansluter sig till en folkkyrklig syn, men avvisar partipolitiken som arbetssätt inom kyrkopolitiken.
Svenska kyrkan regleras i lagen om Svenska kyrkan. Trots att kyrkan inte är en del av statsförvaltningen är den således ändå styrd av lagstiftaren, som i nyss nämnda lag reglerar Svenska kyrkans grundläggande funktion och organisation. I lagen anges bland annat att Svenska kyrkan ska vara en demokratiskt styrd folkkyrka. Vidare omnämns Svenska kyrkan i 8 kap. 2 § regeringsformen, som stadgar att föreskrifter ska meddelas genom lag om de avser trossamfund och grunderna för Svenska kyrkan som trossamfund. Svenska kyrkan intar således en mellanställning, inte statskyrka men inte heller fullt ut en från staten fristående kyrka.